# Dialetto cremasco
Il cremasco (Cremàsch) è un dialetto di tipo gallo-italico della lingua lombarda appartenente al gruppo orientale. Viene parlato nel Territorio Cremasco. Per inflessioni, cadenze e modi di dire è simile sia al dialetto bresciano che al dialetto bergamasco.
L'unica variante del dialetto cremasco si trova in quello rivoltano, parlato dagli abitanti di Rivolta d'Adda. Nel rivoltano abbiamo, per la posizione molto ravvicinata alla città metropolitana di Milano, una tendenza di pronuncia prettamente milanese, con alcuni termini di origine bergamasca.

## Descrizione
Forma con i suoi affini ( bergamasco, bresciano, cremonese, alto mantovano, camuno e trentino occidentale) il gruppo dei dialetti lombardi orientali.
La fisionomia galloitalica è tutt'oggi parecchio evidente, anche stabilendo un confronto con i vernacoli dell'Alvernia in Francia dove si dice, esattamente come in cremasco, zoina (giovane), dou (due), Sant Roc de Munt Peliè.
Il gruppo lombardo orientale può essere agevolmente descritto attraverso le caratteristiche che non ha sviluppato come:
- la nasalizzazione: (non purtùn ma purtù) i sostantivi che finiscono per nasale sono completamente troncati (man → mà). La sua assenza è portata alle estreme conseguenze nelle zone rurali, mentre in quelle cittadine è in parte conservata. Curioso è il fatto che dialetti limitrofi come il lodigiano ed il cremonese tipicamente "esasperino" la nasalizzazione.
- il mantenimento del "v" intervocalico: caval → caal e in zone rurali la caduta di tutte le "v".
- la differenziazione del lessico: esso è rimasto abbastanza comune tra le parlate lombarde orientali (confronto: s'ciàt, bambino).

A queste caratteristiche generali si aggiungono tratti tipici cremaschi come:
- la vocalizzazione in "a" leggermente arretrata (come quella di "langue" in francese) assunta come preferita (confronto: bresciano el ca, bergamasco ol ca, cremasco al ca). Questa vocalizzazione è tipica della bassa bergamasca, trevigliese e si smorza sulla bassa bresciana.
- la preferenza per "ò chiusa" anziché di "ö": bergamasco - bresciano föra = fuori, cremasco fora.
- la tendenza ad eliminare le consonanti mentre il gruppo lombardo orientale le vuole conservare.
- la metatesi delle terminazioni latine in "-ter": lat pater → padre mentre in bresciano - bergamasco pader.
- nel contado rimane ancora la fricativa dentale sorda "th" (confronto: spagnolo "cena", inglese "thing") per alcune parole come sigòla → thigòla.
- morfologicamente parlando, la perdita completa della forma "-ere" della terza coniugazione: rèt al posto di rider del bergamasco - bresciano.
- l'articolo determinativo plurale "li" al posto di "i": li mame → i mame

## Norme di pronuncia
Non è mai stato condiviso un metodo di scrittura univoco per il dialetto cremasco. Nelle righe seguenti viene utilizzato quello del Vocabolario del dialetto di Crema in quanto documento più recente di studio. Altre grafie sembrano più attempate. 
La grafia si basa comunque su quella della lingua italiana,
per quanto riguarda le vocali esse hanno 9 suoni, due in più dell'italiano standard. Inoltre la qualità stessa delle vocali può essere dissimile da quella toscana.
- a, e: sono leggermente più scure ed arretrate che in italiano (tratto comune lomb.)
- e, o: tendono ad avere un suono chiuso
- ö: simile al tedesco schön come in "söpa" (zuppa)
- ü simile al tedesco fünf come in " nüsü" (nessuno).
- b,p - d,t - v,f - l,r - gh - ch - s sono simili all'italiano, nel contado sono un po' più arretrate
- z designa la fricativa alveolare sonora di "rosa" in italiano: zent (gente)

## Morfologia e sintassi
- Il passato prossimo, il trapassato, il futuro anteriore, il congiuntivo passato e trapassato, il condizionale passato e l'infinito passato si formano, come in italiano, dalle corrispondenti forme dei verbi ausiliari seguite dal participio passato
- Il passato remoto non esiste più come nella lingua lombarda in genere
- L'imperativo è ottenuto tramite perifrasi: ta ghèt da... = tu devi...
- Il participio presente non ha quasi mai funzione verbale, ma nominale: "sbruient" (bollente)
- Il gerundio non esiste in sé, se è usato lo è come prestito. Al suo posto si usano perifrasi come: "antant che pénse" (sto pensando), oppure altre forme a seconda della subordinazione che di conseguenza è quasi sempre implicita

## Modi di dire
Al cǜnta come al bastù pulèr: conta come il bastone che chiude il pollaio (di facile apertura, quindi niente);
Al g'ha n'ha püsè da Giupì an da la sò baràca (LR): ne ha di più di Gioppino (nota maschera del bergamasco quella cremasca è: 'l gagèt col so uchèt) nella sua baracca, si dice di persona che tende, nella risoluzione dei problemi, a complicarne la diagnosi
Al par 'l antipòrt dal vescof: c'è un evidente andirivieni in quel posto (sembra la porta d'ingresso del vescovato);
Al perdù stiólta 'l è a Melegnà: il perdono questa volta è a Melegnano (dove si svolge una tradizionale concessione di indulgenza durante una festa), ossia il perdono stavolta non sarà concesso 
facilmente poiché il soggetto ne ha approfittato in passato;
Al vàrda i virs e 'l càta le ràe: guarda le verze e raccoglie le rape, si dice di persona affetta da strabismo.
Al g'ha l'öcc che àrda en sò l'ass di furmagì: ha l'occhio che guarda sull'asse dei formaggi, si dice di persona affetta da strabismo.
An car e 'na carèta: un carro e una carretta, cioè una quantità spropositata;
An po' da chèla ròba: un po' di quella cosa (il buonsenso);
An quatre e quatr'òt: in quattro e quattro otto: molto presto;
Ansègniga mìa ai gat a rampegà: non insegnare ai gatti ad arrampicarsi (non tentare di insegnare a qualcuno che ne sa molto più di te sull'argomento, rischiando di far brutte figure)
Butunàt da dré: abbottonato dietro, si dice di persona poco furba ed impacciata;
Còmot cum'è 'n prét: comodo come un prete;
Daga a trà: prestare attenzione, seguire i consigli di una persona
Dàga 'na sgiàfa al diàol: risolvere una situazione con un atto deciso, senza rimuginare troppo (lett. dare uno schiaffo al diavolo);
D'òr durìga che a vardàl sa fà fadiga: d'oro dorento che si fa fatica a guardarlo (patacca);
Es sota la sguarnàsa di precc: stare sotto la sottana dei preti, essere protetto;
Fa i acc da Cechìno: fare azioni stupide;
Fadigà cumè strepà 'l lì: faticare come sradicare il lino (compiere una fatica immane);
Fam mia burlà do (zo) le bràghe: non farmi cascare i pantaloni (non dire cose impossibili da credere);
Fìdes da töta la zent, ma mìa di tò parent: fidati di tutta la gente, ma non dei tuoi parenti;
Frà gnach e pitach: né da una parte né dall'altra;
Gichenòt: buono a nulla;
I agn e i bicér da (v) ì iè mia da dì: non bisogna dire né gli anni né i bicchieri di vino bevuti;
Gnà bù da fa Ó col bicér: nemmeno capace di fare una "O" col bicchiere (si dice di persona completamente incapace);
Iga adòs la biligòrnia: avere addosso la malinconia, depressione;
Iga adòs la picùndria: avere addosso l'ipocondria;
Ìga adòs la (v) aca: avere addosso la mucca (avere mangiato tanto e non aver la forza di continuare il lavoro);
Ìga da dì: aver da dire, litigare;
Ìga la passiù: venire da piangere;
Ìghei mìa a ca' töcc: non averli a casa tutti (i sentimenti)= significa, seguendo una nota teoria medievale, essere adirato;
La gatìna fresùsa la ga facc i micì òrb: la gattina frettolosa fece i micini ciechi (fare le cose troppo in fretta e quindi non finite bene);
Leàga la mèsa: toglierli la messa, cioè punire severamente;
Magre an péch: magro impiccato;
Mèi vǘ catìf ma fǘrbo pǘtost che vǘ bù ma 'gnurànt (AR)= meglio uno cattivo ma intelligente che uno buono ma ignorante;
Mètes an tramès: mettersi in mezzo;
 N'ha facc pègio da Bertoldo: ha fatto azioni più insensate di Bertoldo (il personaggio meno sensato che esiste);
Parlà da squerciafìch: lett. parlare insensato, senza logica;
Pelabròch da Sestèen: persona che scortica i rami per farne arnesi da lavoro, ma di poco conto. Riferito agli abitanti della frazione di Crema Santo Stefano in Vairano;
Per la cumpagnéa ga tòcc la dóna apò al fra' : per la compagnia si è sposato anche il frate (invito a superare un'indecisione nel fare qualcosa di piacere comune);
Pòta! I dis i frat quant i sa scòta: Pazienza, dicono i frati quando si scottano (bisogna rassegnarsi quando capita qualcosa che va storto e portare pazienza);
Puciàga déte al nàs: intingerci il naso (voler provare qualcosa in prima persona a tutti i costi, anche quando altri ci hanno avvertiti del pericolo);
Pütòst mangie pà e spüda: piuttosto mangio pane e sputo (che umiliarmi a far qualcosa);
Stà fra 'l gnàch e 'l pitàch: lett. fra il niente ed il poco: stare in una situazione intermedia;
Staga da lùns cent car da rèf fai do (zo): stagli lontano cento carri di spolette da cucito allungate per terra = Stai lontano da quella persona alla distanza indicata!;
Stü dü bas: tardo pomeriggio (der. forse dal latino "iste die"+ "bas");
Sbruìas le canèle: scottarsi (lett. Bruciarsi le corde vocali);
Sculdà sö argǜ: lett. scaldare qualcuno (cercare di indurre qualcuno a fare qualcosa forzando la sua volontà);
Scódes le 'òie: togliersi le voglie;
Trafegù: trafficone, uno che inventa cose tutto il giorno per stare in attività, a volte discutibili;
Ucià zó: leccare il piatto dopo aver mangiato;
Va a Bag' a sunà l'òrghen: letteralmente "Vai a Baggio a suonar l'organo", vai fuori dai piedi! (Nella chiesa di Baggio l'organo è finto, dipinto sulla parete);

## Nomi di paese e soprannomi
Nella tabella sottostante è riportato il nome dialettale per ciascuno dei paesi di influenza cremasca nonché la loro scurmagna (o scormagna), ossia un soprannome usato per indicare i suoi abitanti. L'usanza è antica come quella di affibbiare soprannomi alle persone: hanno carattere dispregiativo, tagliente, ironico e perfino divertente, col fine di sottolineare i caratteri fisici e caratteriali della popolazione o l'occupazione prevalente nel paese; in alcuni casi venivano assegnati persino per semplice assonanza di nomi.
| Paese                    | Nome dialettale  | Scormagna                              | Traduzione                                                                                             | Note sulla scormagna |
| ------------------------ | ---------------- | -------------------------------------- | --- | --- |
| Agnadello                | Gnidèl           | Pansècc                                | Grassottelli                                                                                           | In tempo di guerra il cibo non mancava mai ad Agnadello, perciò gli abitanti erano soliti esibire la propria rotondità come simbolo di abbondanza. |
| Azzano                   | Asà              | Satèi oppure predòch                   | Rospi oppure pietre                                                                                    | |
| Bagnolo Cremasco         | Bagnól           | Làdre oppure Gambarù                   | Ladri oppure gamberoni                                                                                 | È noto il detto: i làdre da Bagnól, i la da e po' i la tól |
| Barbuzzera               | Barbüséra        |                                        | | |
| Bocca Serio              | Bóca Sère        |                                        | | |
| Bolzone                  | Bulsù            | Macarù oppure puaretù                  | Poveracci oppure straccioni                                                                            | È noto il detto: i puaretù da Bulsù, i sa 'l vèrs e mia la cansù |
| Bottaiano                | Butaià           | Milsù                                  | Milzoni                                                                                                | Problema fisico molto comune? |
| Cà de' Vagni             | Cà de 'Agn       |                                        | | |
| Camisano                 | Camisà           | Mischerpù                              | Mascherponi                                                                                            | |
| Campagnola Cremasca      | Campagnóla       | Di tri nuèi, móre, gratacüi e campanèi | I nuèi sono i cereali in fase di sviluppo. móre, gratacüi e campanèi sono arbusti e piante selvatiche. | La scormagna gioca sull'ironia che affibbiava agli abitanti di Campagnola la capacità di coltivare solo spregevoli arbusti. |
| Capergnanica             | Caergnàniga      | Remulàs                                | Ramolacci                                                                                              | Intendeva sottolineare l'attività di ortolani. |
| Capralba                 | Cavralba         | Cavrù                                  | Caproni                                                                                                | Probabile una semplice assonanza con Cavralba, il termine dialettale del paese. |
| Casale Cremasco          | Casal            | Mangia àsen                            | Mangia asini                                                                                           | |
| Casaletto Ceredano       | Casalèt Ceredà   | Aucàt                                  | Avvocati                                                                                               | Inteso come saputelli |
| Casaletto di Sopra       | Casalèt da Sura  |                                        | | |
| Casaletto Vaprio         | Casalèt          | Pé ros                                 | Piedi rossi                                                                                            | Inteso come vendicativi. È noto il detto: 'l püsé brao di ros 'l ga sbatìt sò padre 'n dal fòs |
| Cascine Capri e Gandini  | Casine Gandine   | Cavre                                  | Capre                                                                                                  | Probabile assonanza con il nome |
| Cascine San Carlo        | Casine San Carlo |                                        | | |
| Castel Gabbiano          | Castèl Gabià     | Còi lunch                              | Colli lunghi                                                                                           | Inteso come curiosi |
| Chieve                   | Céf              | Sbér                                   | Sbirri                                                                                                 | |
| Crema                    | Crèma            | Schitì                                 | Cachettici                                                                                             | Inteso soprattutto come schizzinosi. Una sorta di vendetta del contado nei confronti dei cittadini? |
| Credera                  | Credéra          | Sbér                                   | Sbirri                                                                                                 | |
| Cremosano                | Cremusà          | Pisa fasì                              | Pesa fascine                                                                                           | |
| Colombare                | Culumbàre        |                                        | | |
| Cumignano sul Naviglio   | Cümignà          | Tùbi                                   | Tubi                                                                                                   | |
| Dovera                   | Duéra            | "Malcredibil"                          | "Infedeli per non aver creduto alla apparizione della Madonna, in seguito apparsa anche a Caravaggio"  | |
| Farinate                 | Farinàt          | Gaba prét                              | Gabba preti                                                                                            | |
| Fiesco                   | Fièsch           | Muntàa                                 | Montani                                                                                                | Probabilmente dovuto al fatto che all'ingresso del paese, provenendo da Trigolo, c'è una "muntada" (scollinamento del terreno). |
| Gattolino                | Gatulì           | Pasutèi                                | Scioccherelli                                                                                          | |
| Gombito                  | Gùmbet           |                                        | | |
| Gradella                 | Gardèla          | Söche                                  | | |
| Izano                    | Isà              | Sàt                                    | Rospi                                                                                                  | |
| Madignano                | Madignà          | Gàmber                                 | Gamberi                                                                                                | Per la folta presenza di questi animali? |
| Melotta                  | La Melòta        |                                        | | |
| Monte Cremasco           | Mucc             | Sasetì o Sasech                        | Sassolini                                                                                              | Inteso come cocciuti, caparbi. Una leggenda narra di un fantomatico scontro a sassate con i vicini abitanti di Vaiano Cremasco, coronato da una vittoria che ha portato appunto all'assegnazione di questo toponimo.                                                                                 |
| Montodine                | Muntóden         | Gós                                    | Gozzuti                                                                                                | Qui si sottolineava una caratteristica fisica dovuta all'acqua che quella gente un tempo beveva |
| Moscazzano               | Muscasà          | Tàa oppure Baciòch                     | Tafani oppure battacchio di campana                                                                    | Tàa va inteso come noiosi. Con il termine di baciòch si sottolineava il ciondolamento del battacchio, quindi la pigrizia della gente. |
| Nosadello                | Nusdèl           |                                        | | |
| Offanengo                | Fanénch          | Sbér                                   | furbi                                                                                                  | |
| Ombriano                 | Umbrià           | Pelabròch                              | Pela rami                                                                                              | Inteso come danneggiatori, vandali |
| Palazzo Pignano          | Palàs            | Gós o "tumarei"                        | Gozzuti o di poco conto                                                                                | |
| Pandino                  | Pandì            | Mèla                                   | Mille Lire                                                                                             | Paese di commercianti e uomini d'affari (che facevano girare l'economia, "le mille lire") |
| Passarera                | Pasaréra         | Söche                                  | Zucche                                                                                                 | Inteso come teste vuote |
| Persia                   | Pèrsia           |                                        | | |
| Pianengo                 | Pianénch         | Mursèi                                 | Tozzi di pane                                                                                          | Inteso come tirchi, avari |
| Pieranica                | Pieràniga        | Melgasèt                               | Steli leggeri del foraggio                                                                             | Inteso come fiacchi |
| Postino                  | Pustì            |                                        | | |
| Quintano                 | Quintà           | Masa cà                                | Ammazza cani                                                                                           | Inteso come violenti, litigiosi |
| Ricengo                  | Risénch          | Pulentine                              | Polente                                                                                                | Inteso come lenti, fiacchi |
| Ripalta Arpina           | Riultèla         | Càgne                                  | Cagne                                                                                                  | |
| Ripalta Guerina          | Riultelina       | Pesèt                                  | Pesciolini                                                                                             | Inteso come ingenui |
| Ripalta Nuova            | Riólta Grasa     | Marèi                                  | Bastoni                                                                                                | Derivante dal bastone di San Cristoforo patrono del paese |
| Ripalta Vecchia          | Riólta Magra     | Àgule                                  | Una specie di pesce                                                                                    | Forse affibbiato per la pesca nel fiume Serio |
| Rivolta d'Adda           | Riólta           |                                        | | |
| Romanengo                | Rumanénch        | Gat                                    | Gatti                                                                                                  | |
| Roncadello               | Runcadèl         |                                        | | |
| Rovereto                 | Luvrìt           | Ràanèi                                 | Rapanelli                                                                                              | Inteso come gente piccola, bizzosa |
| Rubbiano                 | Rübià            | Marturèi                               | Da martura, la martora                                                                                 | Inteso come sempliciotti |
| Sabbioni                 | I Sabiù          |                                        | | |
| Salvirola                | Salviróla        | Barbèi                                 | Farfalle notturne                                                                                      | Inteso come leggeri, volubili |
| Scannabue                | Scanabó          | Nòbei                                  | Nobili                                                                                                 | Inteso come sdegnosi |
| San Bartolomeo ai Morti  | San Burtulumé    |                                        | | |
| San Bernardino           | San Bernardì     | Raanèi                                 | Ravanelli                                                                                              | |
| San Donato               | San Dunàt        |                                        | | |
| San Michele              | San Michél       | Pela seme                              | Tagliatori della parte finale del fusto del granturco                                                  | Forse inteso come ladri dei campi |
| San Rocco                | San Ròch         |                                        | | |
| Santa Maria dei Mosi     | I Mós            |                                        | | |
| Santa Maria della Croce  | Santa Maréa      | Làa bulète                             | Lava mutande, ossia lavandai                                                                           | Sottolineando il mestiere un tempo prevalente in questa località |
| Santo Stefano in Vairano | Sestént          | Pelabròch                              | Pela rami                                                                                              | Inteso come danneggiatori, vandali |
| Sergnano                 | Sergnà           | Mangia àche marse                      | Mangiatori di vacche marce                                                                             | |
| Spino d'Adda             | Spì              |                                        | | |
| Ticengo                  | Tisénch          | Ranèr                                  | Rane                                                                                                   | |
| Torlino Vimercati        | Turlì            | Sturlì                                 | Storni                                                                                                 | Affibbiato forse per una semplice assonanza con il nome del paese |
| Trescore Cremasco        | Trescur          | Tamburù oppure Sasù                    | Grossi tamburi oppure sassoni                                                                          | Il primo termina sta ad indicare una persona maldestra, poco pratica. Inoltre, il primo termine deriva dalla gran cassa introdotta con il nuovo organo alla fine del XIX secolo, che ha soppiantato il secondo termine, che sottolineava i terreni ghiaiosi del territorio.                          |
| Trezzolasco              | Tresulasch       | Marturèi                               | Da martura, la martora                                                                                 | Inteso come sempliciotti |
| Vaiano Cremasco          | 'Aià             | Pà mòi ed anche i trì pà mòi           | Letteralmente "pane inzuppato": si tratta della zuppa con brodo di lardo e pane.                       | La statua di San Cipriano sulla facciata della chiesa parrocchiale ha in mano una scodella, a simboleggiare il fonte battesimale. Il volgo scambiò la scodella in una zuppiera e poiché il santo è nell'atto di benedire con le tre dita, ecco per il popolo le tre zuppe (i trì pà mòi) mangiate... |
| Vailate                  | 'Ailàt           | Cùrdete                                | | |
| Vergonzana               | 'Ergunzana       | Fasulèt                                | Fazzoletti                                                                                             | Probabilmente a sottolineare l'esiguità delle dimensioni del paese |
| Vidolasco                | 'Idulasch        | Marèi                                  | Bastoni                                                                                                | Inteso come litigiosi |
| Zappello                 | Sapèl            | Scàgnei                                | Sgabelli                                                                                               | Inteso come chiassosi. È noto il detto: Sapèl, póca sént, tant burdèl |

## Letteratura
Il dialetto cremasco cominciò a comparire nelle produzioni letterarie a inizio Settecento: si trattava quasi esclusivamente di versi occasionali per matrimoni o eventi simili con l'unica eccezione di Materna di Ramei, poeta di cui rimane una sola poesia completa e alcuni versi, tutti tramandati oralmente.
Il primo a dare dignità letteraria a questo dialetto fu Federico Pesadori a cui seguirono numerose altre autorialità, prima fra tutte Rosetta Marinelli Ragazzi.